# Верандукское
Верандукское — озеро на территории Вешкельского сельского поселения Суоярвского района Республики Карелия.

## Общие сведения
Площадь озера — 1,1 км². Располагается на высоте 119,5 метров над уровнем моря.
Форма озера продолговатая: вытянуто с северо-запада на юго-восток. Берега озера каменисто-песчаные, местами заболоченные.
Протокой озеро соединяется с рекой Судак.
В юго-восточной оконечности озера расположен единственный небольшой остров без названия.
Населённые пункты возле озера отсутствуют. Ближайший — посёлок Кудама — расположен в 11 км к востоку от озера. С южной и юго-западной стороны озера проходит просёлочная дорога.
Код объекта в государственном водном реестре — 01040100111102000017051.